# 早川順一
早川 順一（はやかわ じゅんいち、1960年3月2日 - ）は、栃木県出身の元騎手（地方・宇都宮所属）。

## 経歴
1984年4月21日の宇都宮第4競走・ゴールドヒマヤ（10頭中9着）で初騎乗、翌22日の第6競走・ビーシーボルドで初勝利を挙げる 。
内田利雄・平澤則雄・鈴木正・山口竜一と共に常にリーディングに定着し、1995年3月21日に1,000勝、1998年5月2日に1500勝、2001年3月19日には2000勝を達成。
1993年にはマロンデュークでとちぎ大賞典を制し、1995年には八汐賞を制した後、岩手のモリユウプリンス・ブラッククロスと共に中央・福島の吾妻小富士オープンに挑戦 。当日は16頭中12番人気の低評価で11着に終わったが、テンジンショウグンとモリユウプリンスに先着した。
1995年のしもつけさつき賞ではエヌケーオージに騎乗しハシノタイユウに大差を付けられての2着に終わるが、北関東ダービーではハシノタイユウをクビ差抑えた。
2001年にはワカオライデン産駒でビゼンニシキをブルードメアサイアーに持つワカオフラワーで北関東クイーンカップを制し、中央遠征ではアネモネステークスで13頭中11番人気ながらメンバー中最速上がり36秒4をマークして5着、北関東ダービーでは11頭中10番人気ながら牡馬相手に3着に入った。
2003年にはタヤスツヨシ産駒セイエイシェーンで第1回北関東桜花賞を制し、牡馬相手に北関東三冠に太平記特別・サラブレッドカップ（高崎）・もみじ特別2着、牝馬限定でも北関東オークス・ひまわり賞（水沢）で2着に入り、重賞で6連続を含む8度の2着を記録。2004年には南関東へ3度遠征し、大井のTCK女王盃では13頭中13番人気ながらメンバー中最速上がり37秒1で6着、川崎のエンプレス杯では14頭中14番人気ながら7着、船橋のマリーンカップでは12頭中10番人気ながら7着に入った。
2004年にはウイニングチケット産駒ウイニングマミーで北関東桜花賞では中団待機から最後の直線仕掛けると、道中最後方待機から直線伸びてきた1番人気イキマスキョウワを3/4馬身抑え快勝。早川は同レースを連覇し、北関東オークスでは圧倒的人気に応えて逃げ切った。
太平記特別ではエーススキャンで先頭からハナに立ってそのまま逃げ切り勝ちし、暮れのベラミロード記念かもしか賞では圧倒的人気のバトルノホシで道中4番手追走から直線抜け出して楽勝したが、かもしか賞が最後の重賞勝利となった。
ヤマヨダイナミックでは4月11日の中山第9競走山藤賞を4着、5月9日の東京第6競走3歳500万下を5着と続けて好走し、しもつけ3歳スプリンターズカップでは先行してフジエスミリオーネの2着に入った。
2004年は最終的に192勝で地元リーディングを獲得すると同時に全国リーディングでも5位に入り、明けて廃止が2ヶ月と迫った2005年1月には川崎の佐々木竹見カップ ジョッキーズグランプリに出場  。
最終開催初日の2005年3月11日には第3競走C3ハ・コスモミューズで地方の現役で14人目、歴代では28人目（共に当時）の通算2500勝を達成し、翌12日の第7競走終了後に表彰式が行われた。
最終開催では地元ゆかりのスターホースの名を冠した特別競走が組まれたが、13日の第10競走サラノオー特別をヤマヨダイナミックで制し 、同日の第12競走幸の湖賞・ツキノオペラヒメが最後の勝利となった 。
最終日の14日は9鞍に騎乗し、第9競走キングオブスパーク賞・コレクトアンサーの2着が最高で、最後の騎乗となった平成16年度とちぎ大賞典はブンブクマーチャンで4着に入った 。
廃止後は現役を引退し、現在は競馬界から離れている。

## 通算成績
- 15384戦2505勝（重賞32勝）　勝率16.3%、連対率30.3%

主な騎乗馬
- ホクトコスモ（1985年華厳賞特別、北関東アラブ王冠）
- ホクトスズハタ（1987年華厳賞特別、北関東アラブ王冠）
- ゴールドクリス（1988年おおるり特別、1989年華厳賞特別、北日本アラブ優駿）
- マロンデューク（1993年とちぎ大賞典、1995年八汐賞）
- エヌケーオージ（1995年北関東ダービー）
- イセイチフブキ（1997年日刊スポーツ杯、1998年高崎観音賞、日刊スポーツ杯）
- グランドカリム（1997年とちぎアラブ大賞典）
- トチノミサキ（1998年とちぎアラブ王冠、北関東アラブチャンピオン）
- ダイヤモンドカムイ（1999年オールスターカップ）
- ジョージバンダ（1999年しもつけオークス）
- ワカオフラワー（2001年北関東クイーンカップ）
- デルマキングオー（2002年とちぎスプリンターズ天馬杯）
- セイエイシェーン（2002年かもしか賞、2003年北関東桜花賞）
- ウイニングマミー（2004年北関東クイーンカップ、北関東桜花賞、北関東オークス）
- エーススキャン（2004年太平記特別）
- バトルノホシ（2004年かもしか賞）